# ダニエラ・クルコウェル
ダニエラ・クルコウェル（Daniela Yael Krukower、1975年1月6日- ）は、アルゼンチンのブエノスアイレス出身の柔道選手。階級は63kg級。身長175cm。

## 人物
ブエノスアイレスのユダヤ人家庭に生まれて、5歳の時に柔道を始めた。その後、イスラエルに移住してジュニアのチャンピオンにもなるが14歳の頃に一旦やめて、テニスやトライアスロン、陸上競技の走高跳などを始める。走高跳ではジュニアチャンピオンにもなった。その後、柔道を再開して活躍していたが、イスラエルの柔道連盟がライバル選手を優遇しているのではないかとその処遇に不満を抱くようになり、1999年には出生国のアルゼンチンに帰化することとなった。2000年のシドニーオリンピックには70kg級で出場したが2回戦で敗れた。2003年の世界選手権63kg級では、決勝でキューバのドリュリス・ゴンサレスを谷落で一本勝ちしてアルゼンチンの選手として初めて世界チャンピオンになった。2004年のアテネオリンピックでは準決勝で日本の谷本歩実と対戦し谷本の袖釣込腰で技ありを取られた際に腕を負傷して棄権負けとなり5位に終わった。2008年の北京オリンピックでは2回戦で敗れた。

## 主な戦績
66kg級での戦績
- 1995年 - ベルギー国際　3位
- 1997年 - マカビア競技大会　3位

63kg級での戦績
- 1998年 - ロシア国際　3位
- 1998年 - グルジア国際　3位
- 1999年 - パンナム選手権　2位
- 2000年 - ドイツ国際　2位
- 2001年 - ハンガリー国際　3位
- 2001年 - チェコ国際　3位
- 2002年 - 南アメリカ競技大会　2位
- 2002年 - 南米選手権　63kg級　2位　無差別　3位
- 2002年 - パンナム選手権　3位
- 2003年 - イギリス国際　優勝
- 2003年 - パンナム選手権　優勝
- 2003年 - パンアメリカン競技大会　3位
- 2003年 - 世界選手権　3位
- 2004年 - オーストリア国際　3位
- 2004年 - イギリス国際　優勝
- 2004年 - アテネオリンピック　5位
- 2005年 - チェコ国際　3位
- 2005年 - パンナム選手権　3位
- 2006年 - ハンガリー国際　3位
- 2006年 - パンナム選手権　3位
- 2007年 - パンナム選手権　2位
- 2007年 - パンアメリカン競技大会　3位
- 2008年 - パンナム選手権　3位
- 2009年 - パンナム選手権　優勝